# Argyll hercege
Argyll hercege skót főrendi cím. Viselője a Campbell klán vezetője, jelenleg (2024) Torquhil Ian Campbell, ő Argyll 13. hercege. A Campbell klán Skócia nyugati és középső részén él(t), közel a mai angol-skót határhoz. Az önálló skót királyság idején a többi klánnal és Anglia ellen harcolt, a skót reformációt követően Argyll grófjai a reformáció mellé álltak, majd a perszonálunió hívei lettek. A hercegi címet elnyerve Nagy-Britannia katonai és politikai vezetésében játszottak fontos szerepet. A XX. században elején inkább a tudománynak éltek. Ahogy az Egyesült Királyságban csökkent a felsőház szerepe, úgy vesztették el a hercegek politika iránti motiváltságukat. A szerep csökkenése mellett a magas örökösödési adó miatt földbirtokuk kétharmadát el kellett adniuk, vagyonukat ezért vagyonkezelő vállalkozásba vitték át. Máig ápolják és ébren tartják a Campbell klán szellemét és egész világra kiterjedő közösségének elismert feje a mindenkori Argyll hercege.
Argyll 8. hercege 1892-ben elnyerte az Egyesült-Királyság főrendjében (peerage) az Argyll hercege címet, így az egyike azon hercegeknek, akik két hercegi címmel rendelkeznek. Mivel a skót cím a régebbi, a két egyenlő cím közül azt használják.

## Történelem

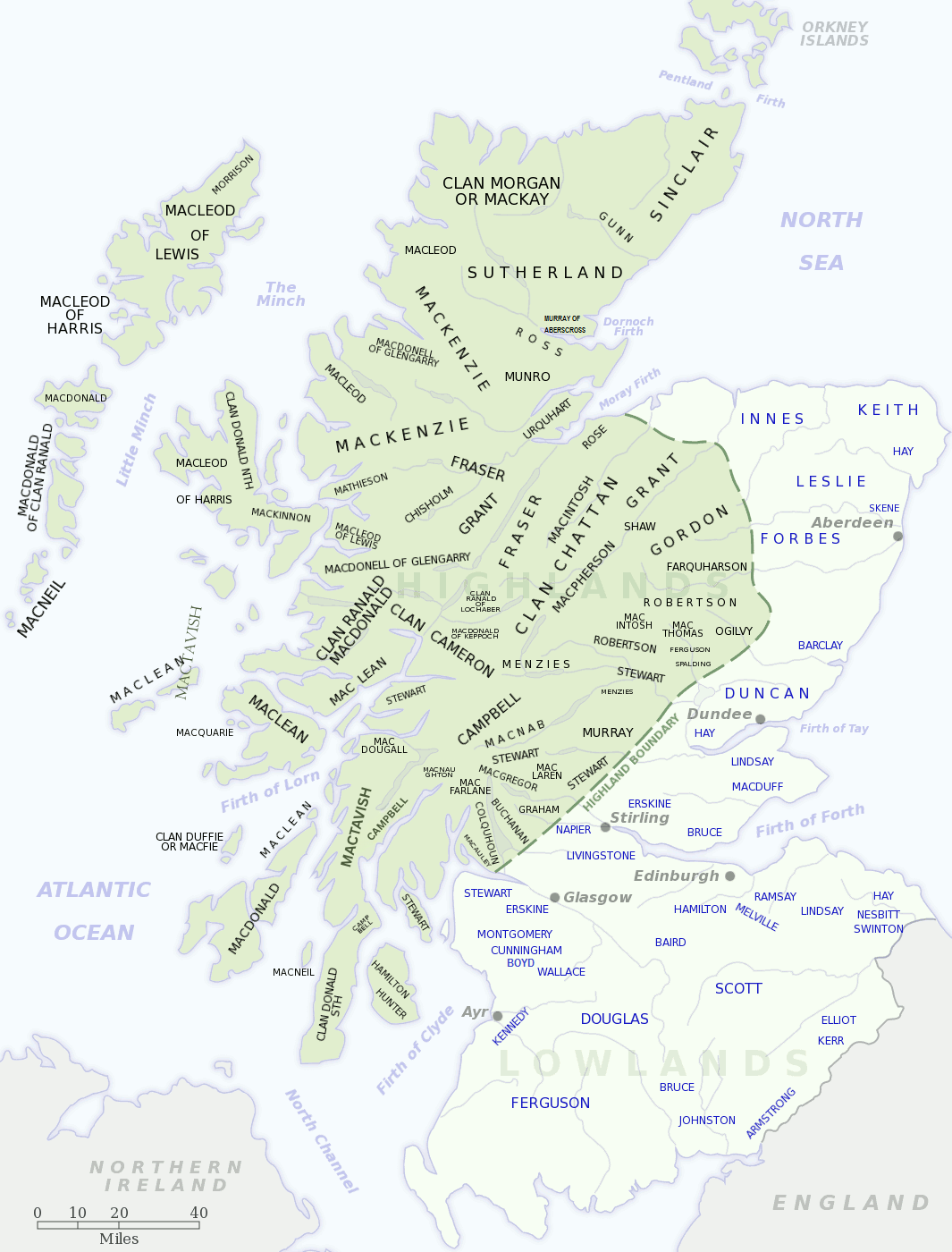
Skót klánok elhelyezkedése. A térképre kattintva az nagyobb méretben is elérhető. A Campbell klán az angol határhoz közeli területen élt, Skócia nyugati partjától kezdődően a sziget közepe felé voltak a klán birtokai. A klán és Argyll grófjai érintettségük okán is részt vettek a folyamatos angol-skót összecsapásokban, háborúkban

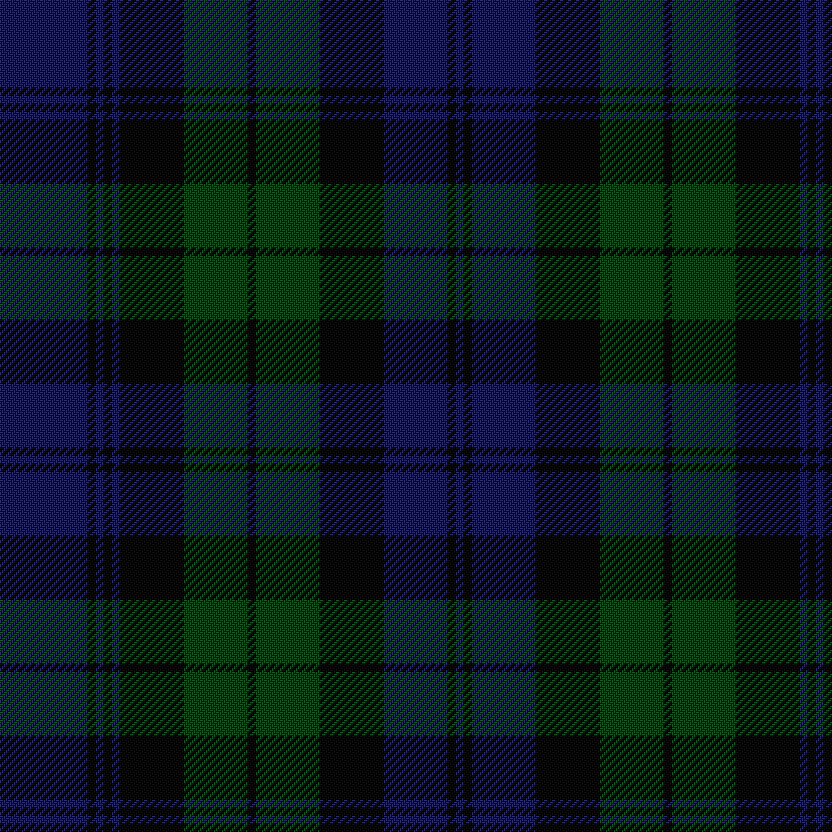
A 42. gyalogezred, Earl of Crawford hegyvidéki ezredének tartánja, amelyet később Black Watch névre kereszteltek. Eredetileg 42. szettnek hívták, valószínűleg 1749-ből származik, amikor az ezredet 43-ról 42-re számozták át. A szettet „Kormányzat”-inak is nevezik, a brit hadsereg hivatalosan „Government 1”-nek nevezte el. A Campbell klán is átvette, és „régi Campbell“ vagy „ősi Campbell“ néven ismert. Néha „Grant hunting“ vagy „Munro hunting“ néven hivatkoznak a szettre. A tartanok skót nyilvántartása feljegyzése szerint: 1725-ben George Wade tábornok, a brit erők Észak-britanniai parancsnoka engedélyezte hat független csapat megalakítását a hegyvidékiek felügyeletére. A társaságokat a helyiek Fekete Őrségnek (Black Watch) nevezték

Argyll hercege a Campbell klán vezetője. A Campbell klán eredete a Strathclyde-i királyságig vezethető vissza. Az első írásos feljegyzés a klán tagjáról, Gillespie-ről, 1263-ból származik. A klán hatalma Argyll területére terjedt ki, miután egy Campbell házasság révén megszerezte a Loch Awe-i birtokot. A Campbell klán korai neve Clan O'Duine volt, később Clann Diarmaid néven is ismerték őket. A XII. században a klán főnökét, Cailean Mór-t a MacDougall klán tagjai megölték. Az ő halála paradox módon megerősítette a Campbell klán hatalmát, mert Cailean Mór fia, Neil Campbell, szoros szövetségese lett I. Róbert skót királynak. A szövetség révén jelentős földeket és címeket kapott a klán Bruce királyi családjától. Neil hűségének jutalma volt, hogy feleségül vehette Bruce nővérét, Máriát, ami további politikai és katonai támogatást hozott a klánnak. Az ilyen királyi támogatások és földadományok révén a Campbell klán gyorsan terjeszkedett és megerősítette hatalmát az argyll-i területeken, és fontos szereplővé vált a skót politikai és katonai színtéren.
I. Róbert skót király uralkodása óta a Campbell klán főnökei vezető szerepet játszottak a Skót Királyság (843-1707), Nagy-Britannia Királysága (1707-1801), az Nagy-Britannia és Írország Egyesült Királysága (1801-1921), a Brit Birodalom és a Nemzetközösség irányításában. Az első lépés az volt, amikor 1457-ben a lochawei Colin Campbellt először Argyll grófjává, majd Skócia főpecsétőrévé tették, és a vezető szerepük megmaradt az Angol és Skót Királyságok egyesülését kimondó törvények után is.
A XVI. század közepén, Erzsébet angol és I. Mária skót királynő idejében Argyll 5. grófja nagyobb hadsereget tudott kiállítani, mint bármelyik királynő, ő volt az egyetlen nemes a Brit-szigeteken, akinek saját tüzérsége volt. A XVII. század közepén egy ideig Argyll 8. grófja és 1. márkija irányította Skóciát.
A következő kétszáz évben Argyll hercegei gyakran részt vettek Nagy-Britannia kormányzásában. A tizennyolcadik század első felében a 2. herceg a brit hadsereget irányította és a kabinetben szolgált, míg a 3. herceg Skóciát igazgatta. A 8. herceg a brit kormány kabinetminisztere volt. A tizenkilencedik század második felében Lord Lorne, a 8. herceg örököse feleségül vette Viktória királynő lányát, és Kanada főkormányzója volt. Két herceg volt tábornagy, egy pedig négycsillagos tábornok.

### A grófi cím előtt
Gillespic Campbell-ről először 1263-ban tesznek említést, mint Menstrie Lovag. Az ő fiát, Colin Campbellt II. Dávid skót király Lochow lordjává ( 1342) tett. Colin Campbell a Loch Awe környékén erősítette meg a klán hatalmát. Utódai folytatták a klán területi és politikai befolyásának növelését. A XIV. században Duncan Campbell, Lochow 5. Lordja, további földeket szerzett és szoros szövetségese volt I. Róbert skót uralkodónak.
A Lord Campbell ( 1445) címet V. Jakab skót király adományozta Duncan Campbellnek. A fia, Colin Campbell, folytatta apja munkáját, és megerősítette a klán befolyását.

### Argyll grófjai
Colin Campbell, Argyll 1. grófja (1433–1493. május 10.)
Colin Campbell, a Campbell klán második Lordja, 1457-ben kapta meg Argyll grófja ( 1457) címet III. Jakab skót királytól. III. Jakab király sikertelen hadjáratot vezetett John of Islay, Ross grófja ellen. Campbell nem vett részt a harcokban, de rész sikert ért el Ross grófja birtokainak elkobzásában. Emellett számos diplomáciai küldetésben is részt vett, beleértve a francia-skót szövetség megerősítését is. Jelentős pozíciókat töltött be, mint Cowal bailiffje és az argylli hadnagya. Hűsége és szolgálatai révén számos földet és címet szerzett – a legfontosabb: a Lorne uradalom a vele járó Lord Lorne ( 1470) cím – és aktívan részt vett a skót belpolitikában és diplomáciában. 1483-1488 és 1488-1493 között Skócia főpecsétőre, azaz a királyi kancellária vezetője és a legmagasabb bírói hatalom birtokosa volt. Ez a tisztség kulcsfontosságú volt a skót kormányzat és igazságszolgáltatás irányításában, biztosítva a királyi rendeletek végrehajtását és a jogi folyamatok felügyeletét. A szakadás oka, hogy csatlakozott a nemesek lázadásához III. Jakab király ellen 1487-ben. III. Jakab halála után, 1488 júniusában IV. Jakab király visszahelyezte Campbell-t a skót főpecsétőri tisztségbe.

Archibald Campbell, Argyll 2. grófja (kb. 1465-1513. szeptember 19.)
Aktívan támogatta a skót reformációt. Harcolt és elesett a király oldalán az elvesztett Flodden-mezei csatában 1513-ban.

Colin Campbell, Argyll 3. grófja (1486–1529)
Colin Campbell vezetett hadsereget a felföldi törzsfők felkelésének leverésére. 1528-ban Skócia fő igazságügyi tisztjévé (Lord Justice General) nevezték ki, és ő lett a Marches (határvidék, a magyar gyepűhöz hasonló terület) őrzője (Lord Warden of the Marches) 1528-tól. Ezen kívül rövid ideig régens-helyettes és a Királyság hadnagya (1511), a Szigetek hadnagya (1516) is volt.

Archibald Campbell, Argyll 4. grófja (1507-1558)

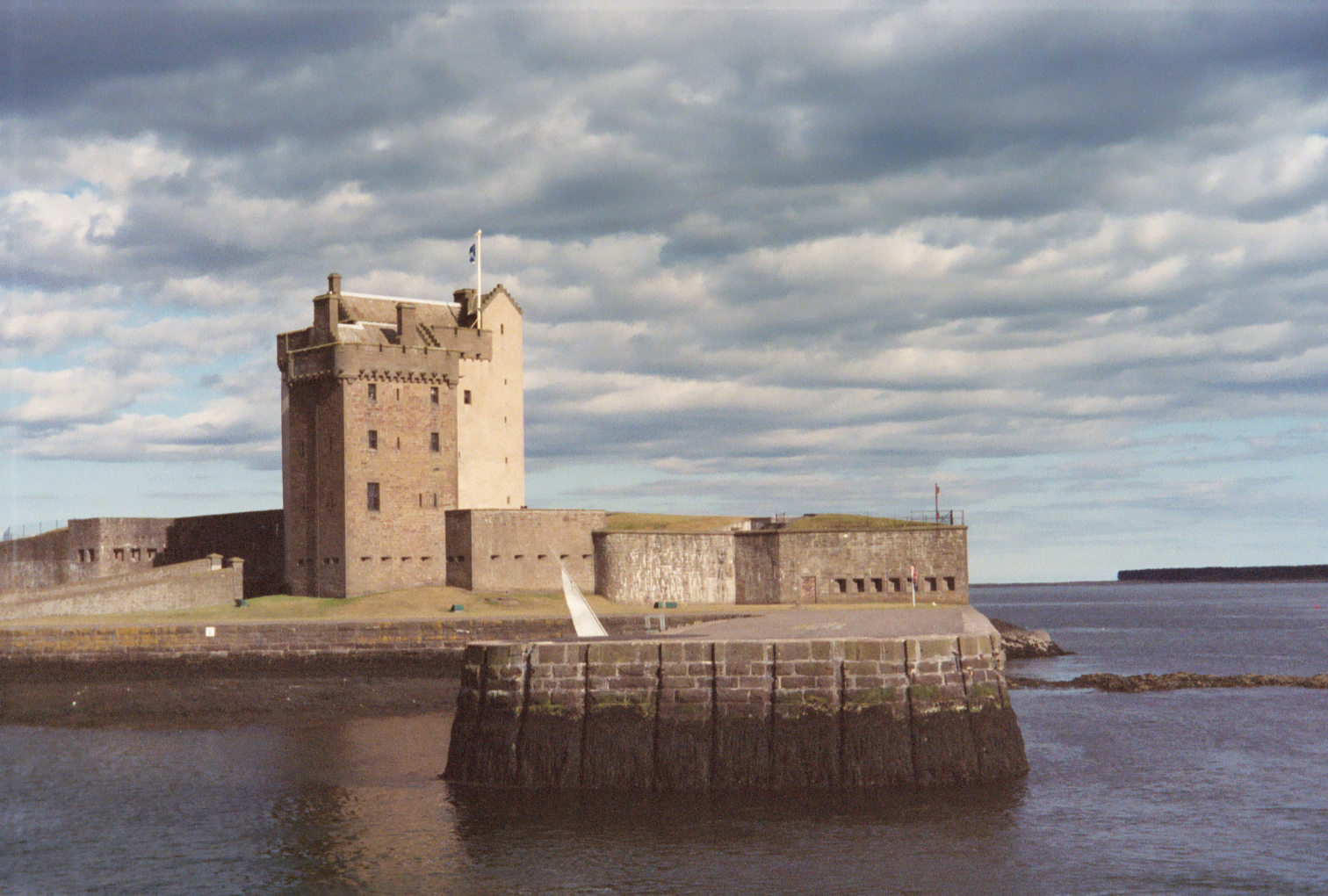
Dundee, Broughty kastély

A skót reformáció támogatójaként és I. Mária skót királynő tanácsadójaként szolgált. A negyedik Argyll gróf részt vett az 1547-es Pinkie Cleugh-i csatában, ahol a skót hadsereg jobb szárnyát vezette. Támogatta a skót reformációt, és szoros kapcsolatot ápolt John Knox-szal, a reformáció vezetőjével. 1548-ban elfoglalta Broughty Castle-t Dundee közelében, és részt vett a Haddington ostromában, amiért II. Henrik francia királya Szent Mihály-Rend lovagjává tette. 1554-ben Mária de Guise utasítására leverte a nyugati szigetek lázadását. Campbell írt Mária de Guise-nek Dunstaffnage kastélyából, jelezve, hogy kész elfojtani a lázadást. Vallási meggyőződése miatt konfliktusba került John Hamiltonnal, St. Andrews érsekével. Halála előtt levelet kapott az érsektől, amelyben arra kérték, hogy térjen vissza a katolikus hitre, de ő válaszában részletesen kifejtette, miért marad hű a reformációhoz. Archibald Campbell 1558 augusztusa és decembere között halt meg, és a Kilmun templomban temették el. Utódja fia, Archibald Campbell, az ötödik Argyll grófja lett.

Archibald Campbell, Argyll 5. grófja (1537-1573) gróf (1558) PC
Argyll 5. grófja , skót protestáns vezető és politikus volt, aki jelentős szerepet játszott Mária, skót királynő uralkodása alatt és az azt követő időszakban. 1558-ban örökölte a grófi címet. Apjához hasonlóan ktívan támogatta a skót reformációt és szoros kapcsolatban állt John Knox-szal, a reformáció egyik vezetőjével. 1561-ben, Mária Skóciába történt visszatérése után eltávolodott Knox nézeteitől, és a (katolikus) Mária támogatójává vált. 1565-ben viszont részt vett a Chaseabout Raidben, a Mária és Lord Darnley házassága ellen kirobbant felkelésben. 1568-ban Mária szökését követően ő vezette a királynő erőit a langside-i csatában, ahol vereséget szenvedett. 1571-ben békét kötött Moray régenssel, és később csatlakozott a skót titkos kormányzó tanácshoz (Privy Council). 1572-ben Skócia főkancellárjává nevezték ki, ami jelentős befolyást biztosított számára az ország ügyeinek irányításában. Politikai pályafutása során befolyásos szerepet játszott az Ulsteri politikában is – az angol és ír klánok közötti hatalmi egyensúly megteremtése érdekében –, ahol szövetségeket kötött a helyi klánokkal – például az O'Donnell és a MacDonnell családokkal.

Colin Campbell, Argyll 6. grófja (1541-1584) gróf (1573), PC
Megjegyzés: titkos tanácsos 1577.; Skócia lord főkancellárja, 1579
Argyll 6. grófja 1573-ban örökölte a grófi címet, miután féltestvére meghalt. 1574-ben kinevezték Skócia főkancellárjává (Lord Chancellor), mely tisztséget 1584-ig, haláláig betöltötte. Támogatta a skót reformációt és szoros kapcsolatban állt a protestáns vezetőkkel. A skót királynő, Mária és James Stewart, Moray 1. grófja közötti konfliktusban jelentős szerepet játszott. Katonai vezetőként részt vett az 1570-es években a skót polgárháborúkban, ahol a protestáns oldalon harcolt. Colin Campbell aktívan részt vett a skót nemesség politikai életében, és támogatta a királyi hatalom megerősítését. Politikai befolyását kiterjesztette a Nyugat-Felföldre, ahol klánjával fenntartotta a rendet és a stabilitást. Szerepet játszott a skót parlament munkájában, ahol befolyásos nemesként vett részt a döntéshozatalban.

Archibald Campbell, Argyll 7. grófja (kb. 1576–1638)
Argyll 7. grófját a skót történelem egyik meghatározó alakjaként tartják számon. A skót parlament tagjaként aktív szerepet vállalt az angol-skót kapcsolatok alakításában. Támogatta VI. Jakab skót királyt, hogy I. Jakab néven angol trónra lépjen 1603-ban. Ezt követően létrejött Skócia–Anglia Perszonálunió egészen 1711-ig fennmaradt. 1628-ban kinevezték Skócia legfőbb törvényszéki bírájává (Lord Justice General), valamint betöltötte az Argyll megyei és a Dumbarton megyei sheriff posztját is. Politikai karrierje során támogatta a presbiteriánus egyház megerősítését Skóciában, szemben az anglikán befolyással. Részt vett a skót parlament reformjaiban és a helyi közigazgatás fejlesztésében. Argyll grófjaként jelentős befolyással bírt a Nyugat-Felföld területén, és támogatta a régió gazdasági és kulturális fejlődését.

Archibald Campbell, Argyll 8. grófja, majd Argyll 1. márkija ( 1641) (1607–1661), PC
Skócia egyik vezető politikusa és nemese volt, a XVII. századi három királyság háborúi során Skócia de facto kormányfője lett. Ő volt a Covenanter mozgalom fő vezetője, amely a presbiteriánus egyház létrehozásáért küzdött, szemben I. Károly király anglikán egyházat támogató politikájával. 1626-ban lépett be a politikába, amikor kinevezték a Skót Privy Council tagjává. 1638-ban örökölte az Argyll grófi címet, apja, a hetedik Argyll gróf halála után.
A polgárháború alatt I. Károly 1641-ben Argyll márkijává ( 1641) neveztek ki, hogy így békítse a skót nemességet és nyerje meg ügyének személyesen az új márkit. 1643-ban közreműködött a skót parlament és az angol hosszú parlament közötti szövetség létrehozásában. Részt vett a skót hadsereg angliai hadjárataiban, és visszatért Skóciába a royalisták leverésére. 1645-ben Inverlochy mellett vereséget szenvedett Montrose márkijától. A király kivégzése után 1649-ben elvesztette befolyását, de támogatta II. Károly angol királyt. Az 1650-es években Argyll az angol polgárháború és a skót nemzeti politika bonyolult hálójában próbált navigálni, de politikai hatalma és befolyása csökkent. 1652-ben megadta magát a Commonwealth-nek, és ezzel politikai karrierje lényegében véget ért. 1660-ban, a Stuart-restauráció után, hazaárulás vádjával letartóztatták és halálra ítélték. Az ítélet következtében minden címét, rangját és birtokát elkobozták, és 1661-ben az Edinburgh-i High Marketen lefejezték. Halálával lezárult egy fontos fejezet a skót történelemben, amelyet jelentős politikai és vallási konfliktusok jellemeztek.

Archibald Campbell, Argyll 9. grófja (1629-1685), gróf (1663) PC
Kivégzett apja után, II. Károly kegyelméből, 1663-ban örökölte – a király helyreállította – apja összes címét, kivéve az Argyll márkiját. Aktívan részt vett a skót politikai életben, és támogatta a covenanter mozgalmat, amely a presbiteriánus egyházat támogatta a királyi hatalommal szemben. 1669-ben kinevezték a Királyi Bizottság elnökének, majd 1681-ben a Királyi Tanács tagja lett. Emellett az Edinburgh Egyetem kancellárjaként is szolgált, elősegítve az egyetem fejlődését és bővülését. politikailag és vallásilag ellenezte a Test Act-et, amely kizárta a katolikusokat és nem-konformistákat a közhivatalokból. Az ellenszegülés miatt 1681-ben hazaárulás vádjával halálra ítélték, elfogták, de sikerült megszöknie. Argyll hűséges maradt a protestáns ügyhöz, és 1685-ben részt vett a Monmouth felkelésben, amely célja a katolikus II. Jakab trónfosztása volt. A felkelés kudarcba fulladt, és Argyll-t elfogták és kivégezték árulás vádjával és elvesztette az összes címét.

### Argyll korábbi hercegei
Archibald Campbell (1658-1703), Argyll 10. grófja, Argyll 1. hercege, PC

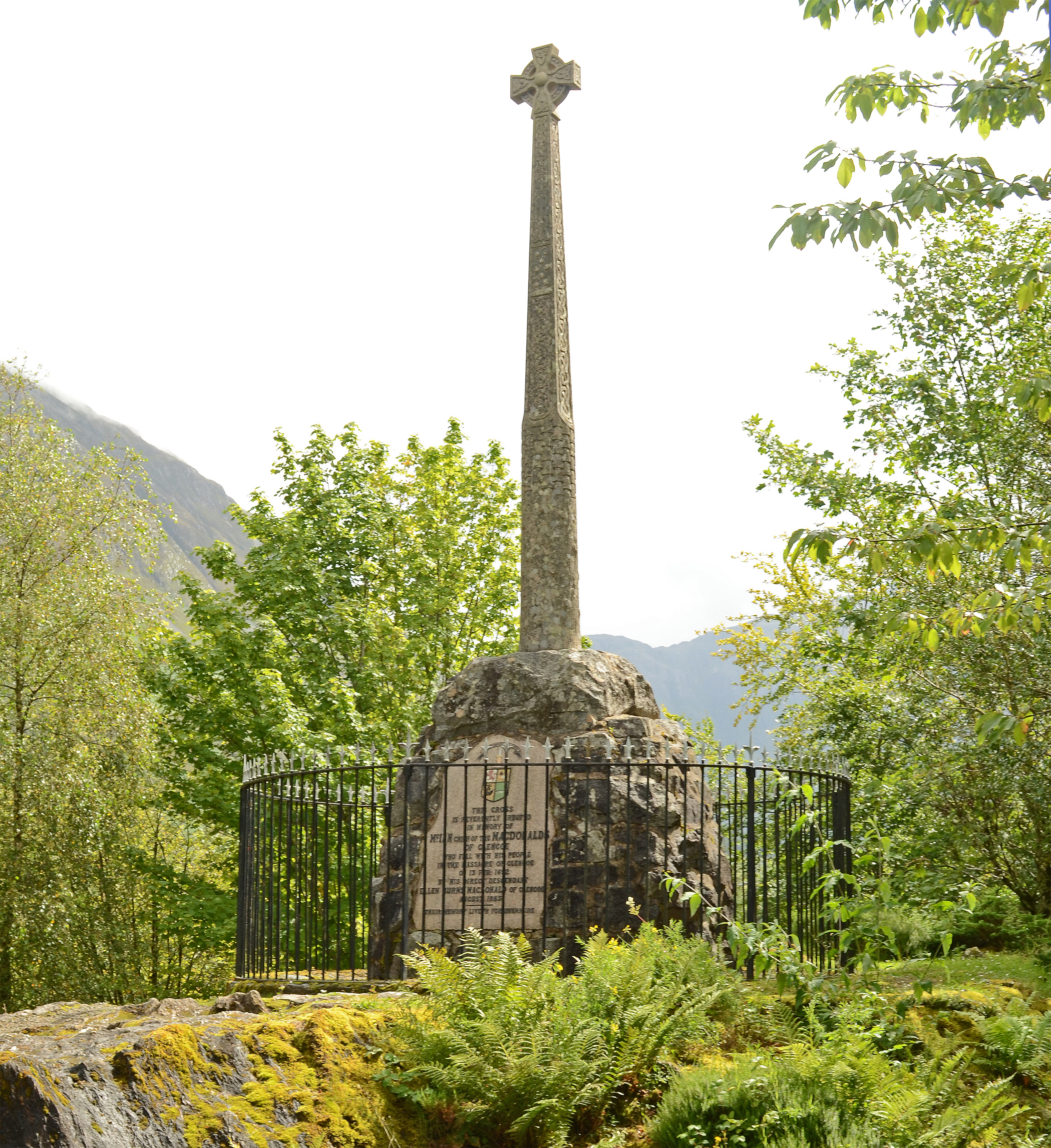
A Glencoe mészárlás emlékműve. A Glencoe-i mészárlás a skót történelem egyik legsötétebb fejezete, amelyet a Campbell klán és az angol kormány közös döntése idézett elő.

Oránia hercege (a későbbi III. Vilmos angol király és II. Vilmos néven skót király) és felesége II. Mária angol és skót királynő híve volt Archibald Campbell, akit 1689-ben, bár formálisan nem volt gróf apja címvesztése miatt, a Skót Rendek Konventje Argyll grófjaként ismert el. Campbell a Dicsőséges Forradalom sikerét követően – a katolikus VII. Jakabot eltávolították a skót trónról, amit II. Mária foglalt el – visszakapta családja birtokait és grófi címét 1690-ben. Ő lett Vilmos király skót főtanácsadója, 1696-ban a kincstár lordjává nevezték ki. 1692-ben részt vett a glencoe-i mészárlás előkészítésében, de a végrehajtásban nem. 1701-ben Argyll hercege ( 1701) lett – az Argyll górfi cím is megmaradt, de a hercegi „elnyomja“. A hercegi cím alcímei: Kintyre és Lorne márkija ( 1701) (a legidősebb fiú utód címe), Campbell és Cowall grófja ( 1701), Lochow és Glenyla vikomtja ( 1701), valamint Inverary, Mull, Morvern és Tiree ura ( 1701).
John Campbell (1680-1743) Argyll 2. hercege KG KT PC
John Campbell, Argyll 2. hercege ( skót nemes és brit hadvezér volt, aki jelentős szerepet játszott a brit politikai és katonai életben. Már 1703-ban megkapta meg a Bogáncsrendet, de 1710-ben lemondott a rend tagságáról politikai nézeteltérések miatt. 1705-ben skót főbiztosként részt vett az angol-skót unió tárgyalásainak megnyitásában, az év november 26-án kapta meg a Greenwich grófja ( 1705) címet, amelyhez alcímként kapta a Chatham bárója címet ( 1705). Ez a kinevezés az angol-skót unió megkötésében játszott szerepéért történt 1708-ban részt vett a Spanyol örökösödési háború Dél-Németalföldi hadműveletiben John Churchill, Marlborough 1. hercege, seregében eleinte alezredesként (1708), később a Skót Lovas Gárda parancsnokaként. Sikerességét jelzi, 1710-ben megkapta a Térdszalagrendet. A következő évben a katalóniai brit erők főparancsnoka és egyben nagykövet is. Az 1715-ös jakobita felkelés idején vezette a kormányerőket, és stratégiai győzelmet aratott a Sheriffmuir-i csatában. A felkelés leverésében játszott szerepéért I. György brit király 1719. április 27-én Greenwich hercegévé ( 1719) tette, a hercegi cím alcíme lett a Greenwich grófja ( 1705), Chatam bárója ( 1705).
1721-ben a Lord Steward of the Household lett, majd 1725-ben a Master-General of the Ordnance tisztséget kapta meg. 1726-ban az angol királyi lovasság ezredesévé nevezték ki, és 1730-ban Portsmouth kormányzója lett. 1733-ban visszahelyezték a Királyi Lovas Gárda ezredesi posztjára. 1735-ben tábornaggyá léptették elő, de 1740-ben eltávolították tisztségéből, mivel ellenállt Robert Walpole kormányának. A politikai erőegyensúly változása miatt 1741-ben visszahelyezték korábbi posztjára, de később lemondott minden tisztségéről – nem nyerte el a hadsereg parancsnoki tisztségét –, és élete hátralévő részét visszavonultságban töltötte. Mivel utód nélkül halt meg, a Greenwich hercege cím nem öröklődött.
Archibald Campbell (1682-1761), Ilay 1. grófja, Argyll 3. hercege PC

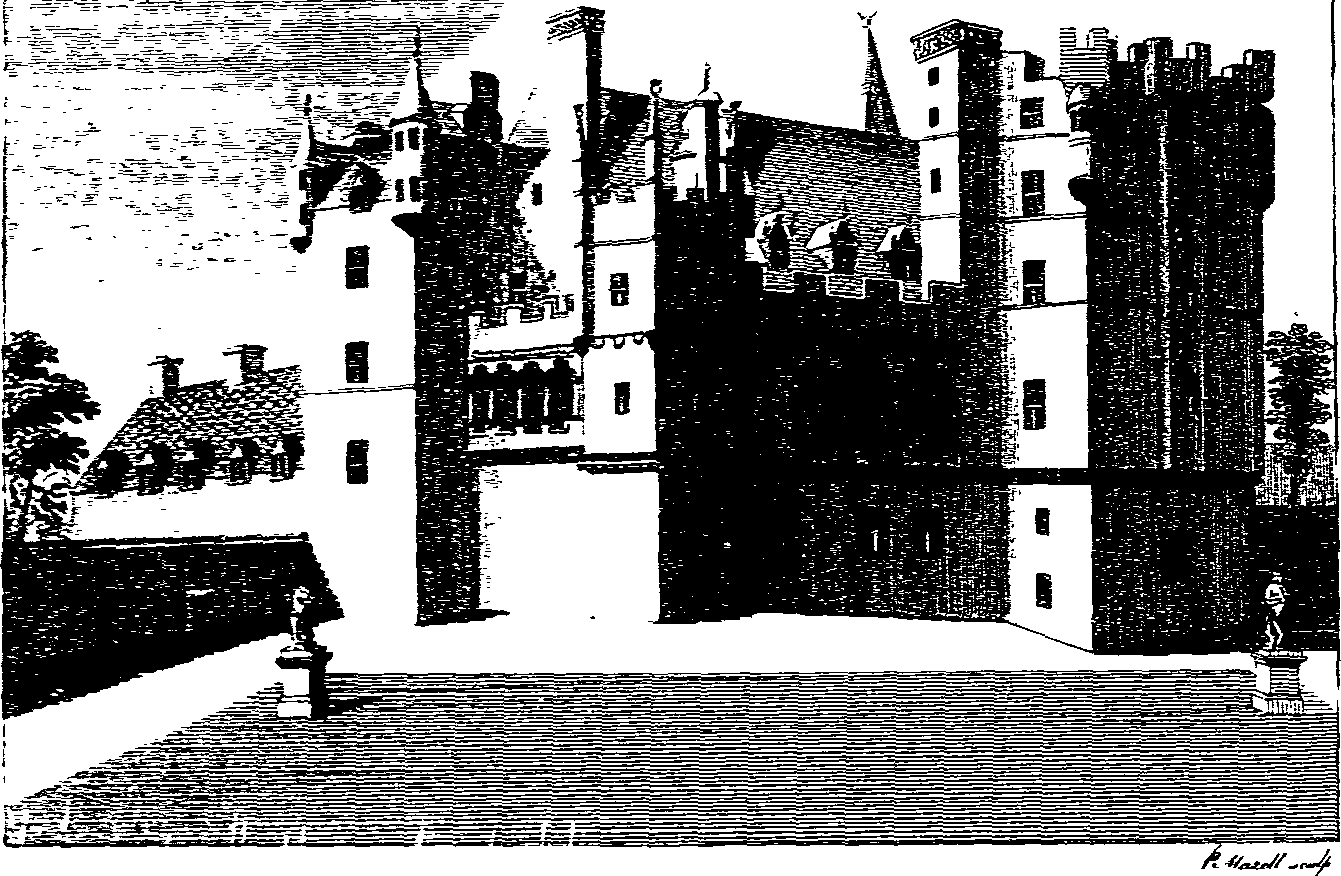
Az eredeti Inveraray-kastélyt Colin Campbell, Argyll 1. hercege építtette a XV. században a jelenlegitől eltérő helyen. Ezt a kastélyt 1744 és 1758 között a környék kiterjedt újjáépítése során lebontották, amikor Argyll 3. hercege átköltöztette Inveraray városát, hogy új kastélyát építhesse a helyére. A régi Inveraray kastély, Thomas Pennant „A Tour in Scotland” című metszet rossz minőségű szkennelése. A jobb minőségű kép [https://www.ambaile.org.uk/asset/31176/ itt található

Archibald Campbellt 1706-ban Anna brit királynő a Skócia és Anglia uniójáért végzett munkája okán Ilay grófjává ( 1706) nevezte ki, alcímként a Viscount of Ilay ( 1706) és Lord Oransay, Dunoon and Arase címeket kapta. A gróf 1707-től a brit parlament egyik skót képviselője volt haláláig, kivéve 1713-1715. 1711-ben kinevezték a brit Titkos Tanács tagjává, majd 1721-ben a Skócia titkos pecsétje őrzőjévé. 1733-tól haláláig a skót Nagy Pecsét őrzője volt. Részt vett a kormány oldalán az 1715-ös sheriffmuiri csatában. Ő alapította a Royal Bank of Scotland-ot 1727. május 31-én és az intézmény első kormányzójaként tevékenykedett. 1743-ban örökölte a hercegi címet bátyjától, John Campbelltől. Inveraray kastélyát átépítette, és az egyik legértékesebb magánkönyvtárat hozta létre Nagy-Britanniában. Mivel egyenesági férfi utód nélkül halt meg, az Ilay grófja cím (és alcíme) megszűnt.
John Campbell tábornok, Argyll 4. hercege KT PC
John Campbell, Argyll negyedik hercege (1693-1770), skót katonatiszt és whig politikus volt. 1713-tól 1761-ig a brit parlament alsóházának tagja volt, ahol több skót választókerületet is képviselt. Fiatalon csatlakozott a hadsereghez, és 19 éves korában őrnagyi rangot szerzett. Katonai pályafutása során 1737-1738 között a 39. gyalogezred, majd 1738-1752 között a 21. gyalogezred ezredese volt, és részt vett az 1743-as Dettingeni csatában. Ezt követően dandártábornokká (1743), vezérőrnaggyá (1744), majd altábornaggyá (1747) léptették elő. Később a Skót-Királyi Dragonyos Testőrség ezred parancsnoka lett 1752-ben, amely pozíciót haláláig betöltötte.  Miután 1761-ben örökölte a hercegi címet, politikai pályára lépett, Limerick kormányzója lett. 1762-ben a brit titkos tanács tagjává nevezték ki. Jelentős szerepet játszott Skócia és Írország politikai életében.
John Campbell (1723-1806), Sundridge 1. bárója (1766), Argyll 5. hercege (1770)
John Campbell jelentős skót katona és politikus volt. 1765-66 között Dover képviselője volt az angol parlamentben, majd 1767-ig Glasgow-t képviselte. 1766-ban kapta meg a Sundridge bárója ( 1766) címet. Így már lemondhatott alsóházi elnyert parlamenti képviselőségéről, mert a felsőház tagja lett. A cím emellett magasabb társadalmi státuszt és nagyobb politikai hatalmat biztosított neki a brit arisztokrácia körében. és 1770-ben örökölte az Argyll hercegi címet apjától. Katonai karrierje során számos rangot töltött be, köztük a skóciai főparancsnok tisztét 1767-ben, a 3. gyalogos gárda ezredesét 1782-ben, és végül tábornagyi rangra emelkedett 1796-ban. 1794-ben Argyllshire hadnagya lett. A herceg jelentős szerepet játszott az agrárfejlesztésben és az első elnöke volt a Highland and Agricultural Society-nek. Emellett tagja volt a Mezőgazdasági Tanácsnak is, és Inveraray kastélyában élve szakértővé vált az agrárreformok terén. A Királyi Katonai Társaság tagjaként hozzájárult a skót mezőgazdasági fejlesztésekhez.
George William Campbell (1766-1839) Hamilton 3. bárója (1799), majd Argyll 6. hercege (1806) GCH PC
George William Campbell skót whig politikus és nemes volt. 1790-től 1796-ig St Germans képviselőjeként szolgált a brit parlamentben. Oldalági örökléssel lett Hamilton 3. bárója. Amikor 1806-ban örökölte a hercegi címet, átlépett a Lordok Házába. Skócia főpecsétőre volt 1827-1828 és 1830-1839 között. 1833-ban a Titkos Tanács tagjává választották, és ugyanebben az évben megkapta a Lord Steward of the Household tisztséget, amit egészen haláláig betöltött. 1799-től 1839-ig Argyllshire lord-helyettese volt. Egy ideig – 1822 és 1823 között – a Skót Szabadkőműves Nagypáholy Nagymestere is volt. 1833-ban megkapta a GCH kitüntetést. A 6. herceg uralkodása alatt jelentős földterületeket kellett eladniuk, hogy fedezzék az adósságokat, és a család pénzügyi helyzete megrendült.
John Douglas Edward Henry Campbell (1777-1847), Argyll 7. hercege, FRS, FRSE
John Campbellt 1799-ben választották meg az alsóházba Argyllshire képviseletében, ahol 1822-ig szolgált, támogatta a mezőgazdasági és szociális reformokat. 1819-ben választották a Royal Society tagjává, elismerve tudományos és társadalmi hozzájárulásait. 1841-ben Skócia nagy pecsétőrévé nevezték ki, és ezt a tisztséget öt éven keresztül töltötte be. Az 1845-ös éhínség idején aktívan részt vett a segélyezési munkálatokban. 1851 és 1852 között az Egyesült Királyság postamestere volt, valamint 1853-tól 1855-ig az Indiai Tanács elnöke. 1855-ben kinevezték az Indiai Titkos Tanács elnökévé, ahol jelentős reformokat vezetett be. Támogatta a Skót Nemzeti Múzeum megalapítását.
Katonai karrierjét az 1797-ben kezdte a brit hadseregben, betegség miatt 1801-ben nyugdíjba vonult, de később a helyi milícia parancsnokaként folytatta katonai szolgálatát.
John Campbell átszervezte a családi birtokok kezelését, modernizálva a gazdálkodási módszereket és javítva a birtokok termelékenységét. Számos gazdasági projektet indított, amelyek célja a birtokok jövedelmezőségének növelése volt. Bár nem mindegyik volt sikeres, ezek a kezdeményezések segítettek stabilizálni a család pénzügyi helyzetét.
George John Douglas Campbell (1823-1900) Argyll 8. hercege (), Argyll 1. hercege (), KG KT, PC, FRS, FRSE
George John Douglas Campbell  brit polihisztor és liberális államférfi volt. Több jelentős állami tisztséget töltött be, beleértve a Lord Privy Seal posztját (1853-1855, 1859-1866, 1880-1881), valamint Indiáért felelős Államtitkáraként is szolgált (1868-1874), majd ellátta a Postmaster General tisztséget (1855-1858). Argyll politikai karrierje során különböző kormányokban szolgált, beleértve Lord Aberdeen, Lord Palmerston, Lord Russell és William Gladstone adminisztrációit.
Argyll 8. hercege az 1872-es skót oktatási törvény egyik fő katalizátora volt. Vezetése alatt 1866-ban az Argyll-bizottság megvizsgálta a skót iskolarendszert, és azt súlyosan elégtelennek találta. A jelentés – amely végül 1869-re készült el – oktatási reformokat sürgetett. A lobbizás eredményeként elfogadták az 1872-es oktatási törvényt, amely kötelezővé tette az általános iskolai oktatást Skóciában minden 5 és 13 év közötti gyermek számára.
Argyll tudományos érdeklődése is figyelemre méltó volt, különösen az ornitológia, geológia és evolúció területén. Ellenezte Darwin evolúciós elméletét, inkább a tervezett evolúció elvét támogatta, ugyanakkor Charles Darwin temetésén 1882-ben az egyik koporsóvivő volt. Több tudományos társaság tagja volt, beleértve a Királyi Társaságot és a Skót Királyi Társaságot, ahol elnökként is szolgált (1860-1864). Jelentős geológiai felfedezést tett az 1850-es években, amikor bérlője bazaltláva közé ágyazott megkövesedett leveleket talált Mull szigetén. Segített az ornitológia népszerűsítésében is, és az elsők között adott részletes beszámolót a madárrepülés alapelveiről a mesterséges légi navigáció (azaz a repülő gépek) fejlesztésének reményében. 1866-ban alapító tagja volt a világ első repüléstechnikai társaságának, az Aeronautical Society of Great Britain-nek (később: Royal Aeronautical Society néven) és 1866-tól 1895-ig elnöke is volt. Számos tudományos és társadalmi kérdésről írt, és jelentős befolyással bírt a viktoriánus tudományos vitákra. Több könyve is megjelent, a legismertebb talán a „The Reign of Law“ (1867) című, amely Darwin könyvtárában is megtalálható (lásd a könyv hivatkozását). Ez a könyv széles körben ismertté tette a herceget mint tudományos gondolkodót és írói képességeit is jól mutatja. A könyvben Argyll a természeti törvények és a vallás közötti összhangot vizsgálja, és az evolúció kérdésében is állást foglal, amely a XIX. században nagy érdeklődést keltett. 1866-ban alapító tagja volt a világ első repüléstechnikai társaságának, az Aeronautical Society of Great Britain-nek (később a Royal Aeronautical Society néven), majd 1866-tól 1895-ig elnöke volt. Az Amerikai Antikvár Társaság tagjává választották 1869. 1886-ban az Amerikai Filozófiai Társaság tagjává választották. Irodalmi tevékenysége kiterjedt írás volt a tudománytól és a teológiától a gazdaságig és a politikáig különböző témákban.
1892-ben az Egyesült Királyság főrendjébe tartozó Argyll hercege ( 1892) címét kapta Viktória brit királynőtől, e címhez – szokatlan módon – nem tartozik alcím. Továbbra is a skót Argyll herceg cím az, amit a Campbellek használnak, mert az a régebbi cím.
John George Edward Henry Douglas Sutherland Campbell (1845 – 1914) Argyll 9. hercege (), Argyll 2. hercege () (1900) KG, KT, GCMG, GCVO, VD, PC
John George Edward Henry Douglas Sutherland Campbell, a kilencedik Argyll hercege (1845-1914), brit nemes és politikus volt. 1847-től a hercegi cím örököseként a Lorne márki címet használhatta. Korai politikai karrierje során, 1868 és 1878 között, a brit parlament tagja volt Argyllshire képviseletében. Kevésbé volt aktív a parlamenti vitákban, inkább Indiai Államtitkár apja titkáraként dolgozott.
1871. március 21-én kötött házasságot Lujza hercegnővel, Viktória királynő negyedik lányával. Lujza hercegnő származása miatt kezdetben nem találtak megfelelő brit férjet számára, de végül a királyi család és maga Viktória királynő is jóváhagyta a házasságot. A házasság szokatlan volt, mivel több mint 350 éve nem volt példa arra, hogy egy brit királyi hercegnő brit alattvalóhoz menjen feleségül. Lorne márki és Lujza hercegnő házassága harmonikusnak bizonyult, és mindketten aktívan részt vettek a társadalmi életben, különösen a művészetek és a közélet támogatásában. A házasságuk gyermektelen maradt, de közös érdeklődésük és tevékenységeik révén szoros kapcsolatot tartottak fenn.

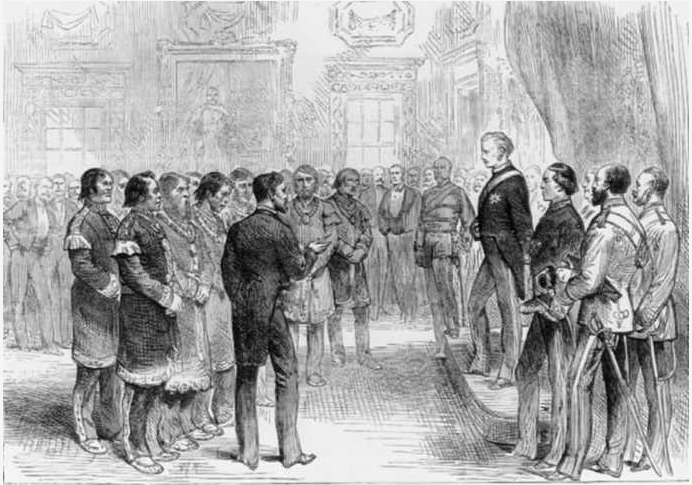
Jacques-Pierre Peminuit Paul nagyfőnök (balról 3. szakállas) találkozik Kanada főkormányzójával, Lorne márkival 1879-ben. A helyszín Új-Skócia, Halifax (Kanada), Province House, Vörös szalon

1878 és 1883 között Kanada kormányzója volt, ahol jelentős hozzájárulásokat tett a kanadai társadalom művészeti és tudományos életéhez, többek között megalapította a Kanadai Királyi Társaságot, Kanadai Királyi Művészeti Akadémiát és a Kanadai Nemzeti Galériát. Kormányzói ideje alatt támogatta a kanadai csendes-óceáni vasút befejezését és a királynőről elnevezett Victoria (Brit Columbia) város kórház megépítését 1887-ben (Viktória királynő aranyjubileuma). A kórház ma is a Royal Jubilee Hospital nevet viseli.
Lorne volt az első Argyll hercege, akiből a családban megszokott arrogancia hiányzott. Soha nem rendelkezett apja határozottságával és lendületével. Jó példája volt a közép-viktoriánus nemesnek, aki szereti a természetet és az irodalmat. Jó író volt, de hiányzott belőle az igazi tehetség. Szerette Kanadát, a prériekre és Brit Columbiába tett utazása megmutatta, hogy kiválóan használja a sajtót, vázlatai és írásai felkeltették a közvélemény figyelmét.
Niall Diarmid Campbell (1872-1949) Argyll 10. hercege () Argyll 3. hercege  () (1914)
Az oxfordi Christ Church egyetemen szerzett bölcsészdiplomát 1896-ban. Katonai pályafutása során a 8. zászlóalj, Argyll és Sutherland Highlanders tiszteletbeli ezredese volt, valamint a 15. (Kanadai) Argyll Könnyű Gyalogság tiszteletbeli ezredese. 1923-ban kinevezték Argyllshire főhadnagyává, amely tisztséget haláláig viselte. Niall Campbell szenvedélyesen foglalkozott a történelemmel. Campbell alapos kutatásai és a voluminózus archívumok vizsgálata során készített jegyzetei és átiratai, amelyeket „Argyll Transcripts” néven ismerünk, kiemelik a klán belső működését, kapcsolatait és a társadalmi struktúrát. Campbell munkája rámutatott arra is, hogy a történelmi dokumentumok megőrzése és rendszerezése mennyire fontos a múlt megértése szempontjából. Az ő munkássága elősegítette, hogy a Campbell klán története ne vesszen el, és hogy a jövő generációi számára is elérhető legyen. Kutatásai feltárták a klán és a szélesebb skót társadalom közötti kapcsolatokat, valamint a klán szerepét a skót történelem meghatározó eseményeiben. A herceg nagyban hozzájárult az Inveraray Harangtorony létrehozásához, amelyet az első világháborúban elesett Campbell klán tagjai emlékére emeltek.
Szerette otthonát és megyéjét, és jól játszotta a nagy felföldi főnök szerepét. A „Skócia legfestőibb hercegeként“ emlegetett 10. herceg utálta a telefont és az autót. A herceg mindig Campbell Tartan pólót viselt, amikor a Felföldön tartózkodott. Szokásos közlekedési eszköze a bicikli volt. Különc viselkedést tanúsított, többek között olasz operák előadásával üdvözölte a turistákat.
Ian Douglas Campbell (1903-1973) Argyll 11. hercege () Argyll 4. hercege  ()
Párizsban született, és az Oxfordi Egyetemen tanult. A második világháború alatt az Argyll és Sutherland Highlanders ezred kapitányaként szolgált, részt vett a franciaországi harcokban, 1940. június 12-én Saint-Valery-en-Caux-nál hadifogságba esett, amikor az 51. (Highland) hadosztály megadta magát az Erwin Rommel tábornok vezette Wehrmachtnak. Öt évet töltött német hadifogságban, ami súlyos fizikai és mentális traumát okozott neki. Ezek az élmények hozzájárultak ahhoz, hogy a háború után alkohol- és kábítószer-függőséggel küzdött, valamint erőszakos viselkedést tanúsított. Szabadulása (1945) után egészségi állapota jelentősen romlott, és súlyos depresszióval és Poszttraumás stressz zavarral (PTSD) küzdött. Mindez nagyban hozzájárult későbbi házassági problémáihoz és botrányaihoz.

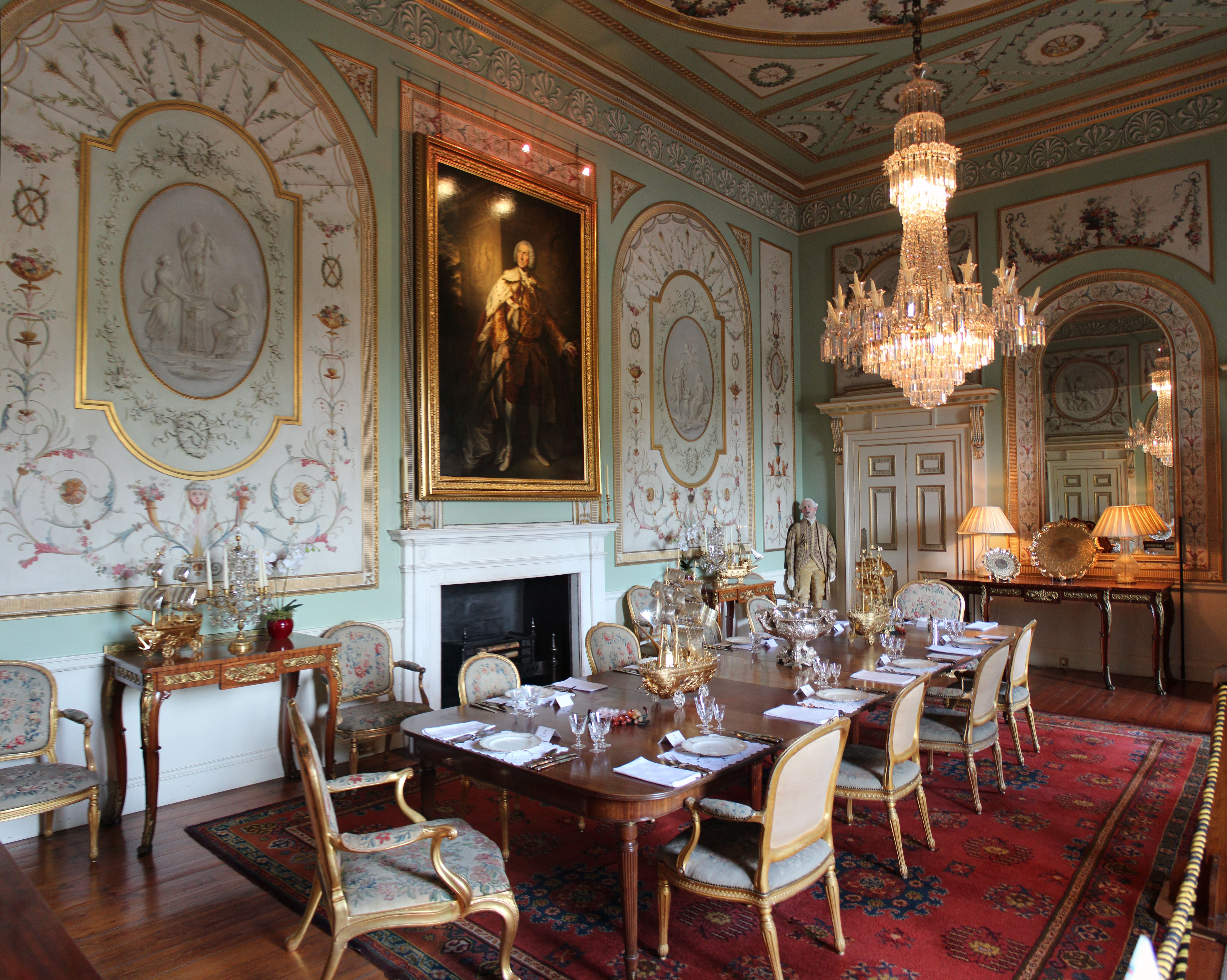
Az Inveraray kastély egyik terme. (2014)

1949-ben örökölte a hercegi címet és vagyont, hatalmas örökösödési adóval terhelve,  egy évvel később, 1950-ben az Inveraray-kastély egy részét tűz pusztította el, és újjá kellett építeni. Ez nem akadályozta a herceget, hogy tenger alatti kincskereséssel foglalkozzon
Hírhedtté vált botrányos házasságai és válásai miatt, különösen harmadik feleségével, Margaret Whighammel, akivel való válása nagy médiavisszhangot keltett 1963-ban. Inveraray kastély fenntartásához feleségei pénzét próbálta felhasználni. 1973-ban hunyt el egy edinburgh-i ápolóotthonban.
Ian Campbell (1937- 2001) Argyll 12. hercege () Argyll 5. hercege () K.St.J. FRSA
Ian Campbell skót nemes, a Campbell klán vezetője és jelentős üzletember volt. 1949 és 1973 között Lorne márkijaként ismerték, majd apja halála után örökölte a hercegi címet. Tanulmányait a portugáliai és franciaországi menekültévek után a svájci Institut Le Rosey-ban, a skóciai Glenalmond College-ban, valamint a kanadai McGill Egyetemen végezte, ahol mérnöki tanulmányokat folytatott. Katonai szolgálatát az Argyll és Sutherland Highlanders ezrednél teljesítette, ahol kapitányi rangot szerzett. II. Erzsébet brit királynő 1994-ben nevezte ki Argyll és Bute főhadnagyának posztjára.
A katonai szolgálat után bankárként dolgozott, majd a Rank Xerox exportüzletágának vezetőjeként négy évet töltött a szovjet és kelet-európai piacokon. 1968-ban átvette apjától az Inveraray kastély birtokának irányítását, és a kastély pénzügyi helyzetének stabilizálása mellett sikeres üzleti vállalkozásokat indított, beleértve a prémium whisky japán piacra történő bevezetését. 1973-ban, apja halálát követően, a herceg három lepárlóüzem igazgatótanácsának tagja lett, majd 1977-ben a Beinn Bhuidhe Holdings Ltd. elnökévé választották. Szolgálataiért 1975-ben a Szent János Rend lovagjává avatták. Argyll és Bute főhadnagyaként is tevékenykedett, és jelentős szerepet játszott a helyi közösségek fejlesztésében.
1973-ban örökölte a hercegi címet és vagyont, hatalmas örökösödési adóval terhelve, két évvel később, 1975-ben az Inveraray-kastélyt villámcsapás érte, amely súlyos tűzkárt okozott, és újjá kellett építeni.
A herceg vitát indított Skóciában, hogy javítson a Campbellek – az 1692-es Glencoe-mészárlást követően kialakult, háromszáz éve fennálló – rossz megítélésén. A 12. herceg kutatásokra alapozott álláspontja szerint a MacDonald klán 38 tagjának lemészárlását teljes egészében Londonban és Edinburghban tervezték el, kizárólag a brit hadsereg hadművelete volt III. Vilmos angol király parancsára, amelyet John Dalrymple Stair 1. grófja, Skócia államtitkára (Secretary of State for Scotland) irányított. A herceg szerint nem nevezhető „klán“ eseménynek, amikor a brit hadsereg gyalogsági századának több száz emberéből csak tizenhármat hívtak Campbellnek, hatot pedig Donaldnak.  Véleményéért kemény kritikák érték.

### Torquhil Ian Campbell (London 1968. május 29. –) Argyll 13. hercege () Argyll 6. hercege ()

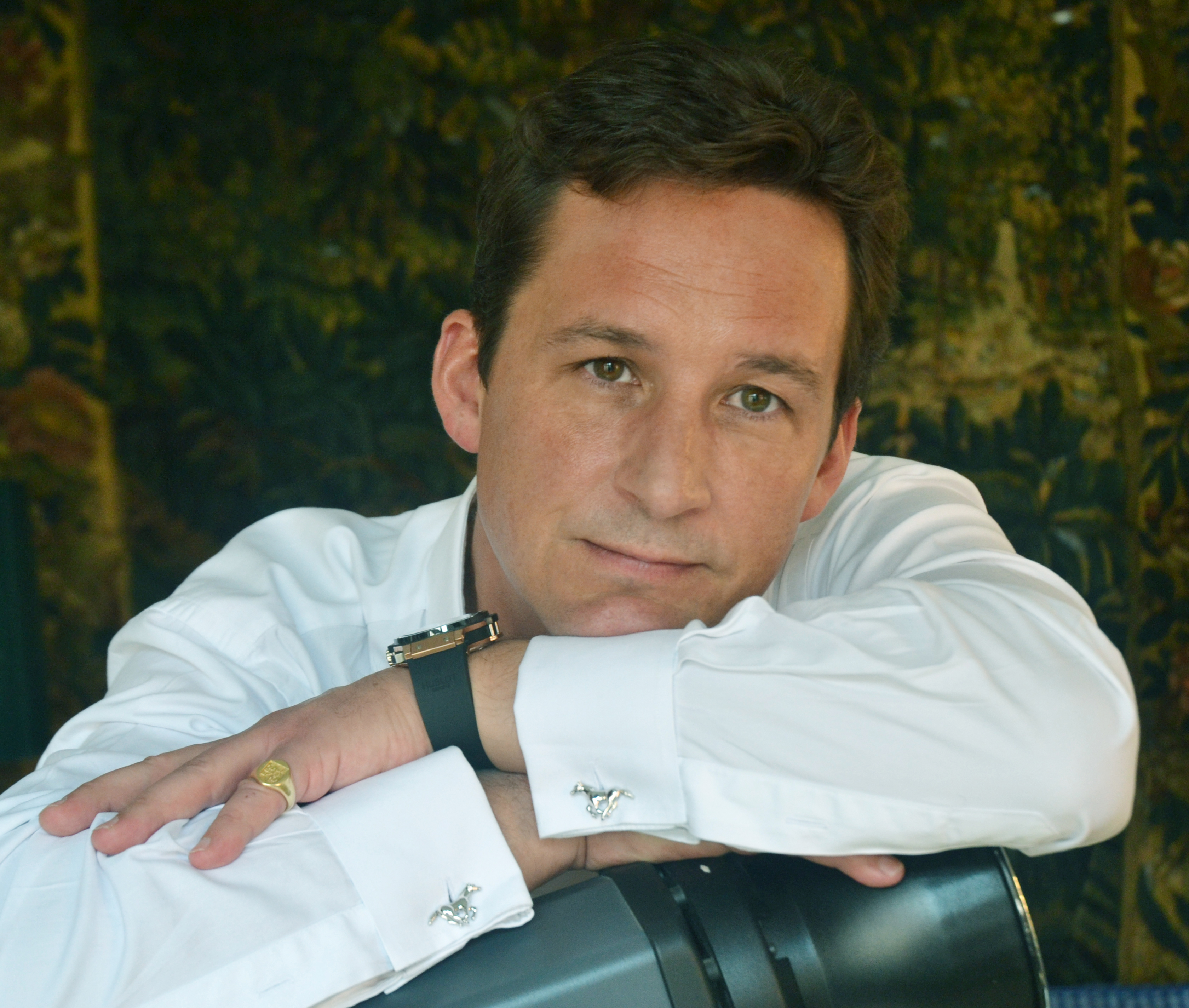
Torquhil Ian Campbell Argyll 13. hercege és Argyll 6. hercege egy 2013-ban készült képen

1980 és 1983 között őfelsége, II. Erzsébet királynő Page of Honour Az Eton College-ban végezte tanulmányait, majd a St. Andrews Egyetemen szerzett diplomát. Az egyetem elvégzése után a Skót Lovas Gárdában (Scots Guards) szolgált tisztként. 1995-ben csatlakozott a francia Pernod Ricard italbirodalomhoz, és Hongkongba ment marketing menedzserként az egyik leányvállalatukhoz. Jelenleg a skót whiskyit exportáló Chivas Brothers Ltd. nemzetközi regionális menedzsereként dolgozik. Londonban él, ideje nagy részét külföldön, a Távol-Keleten tölti. 2001-ben örökölte meg a hercegi címet.
Torquhil Ian Campbell, 13. Argyll hercege, 2002. június 8-án házasodott össze Eleanor Cadburyvel, az ismert Cadbury csokoládét is forgalmazó cég leszármazottjával. Első gyermekük, Archibald Friedrich Campbell, Lorne márkija, 2004. március 9-én született Londonban. Második fiuk, Rory James Campbell, 2006. február 3-án született, majd lányuk, Charlotte Mary Campbell, 2008. október 29-én látta meg a napvilágot.

## Teljes cím
A legfelsőbb, leghatalmasabb és legnemesebb herceg Őkegyelme Torquhil Ian Campbell, Argyll hercege, Kintyre és Lorne márki, Argyll grófja, Campbell és Cowal, Lochawe és Glenyla vikomt, Lord Campbell, Lorne, Kintyre, Inveraray, Mull, Morvern és Tiree a skóciai korosztályban, Sundbridge báró Coombank és Hamilton báró Hameldon Nagy-Britanniában, Argyll herceg az Egyesült Királyság, Nova Scotia bárója, a Royal Household örökös mestere, Skócia Nagy Pecsétjének örökös őre, Dunoon, Carrick, Dunstaffnage és Tarbert királyi kastélyok örökös őrzője, a nyugati partok és szigetek admirálisa, valamint a Campbell klán főnöke, a tisztelt Mac Cailein Mór.
Angolul: The most high, potent and noble prince His Grace Torquhil Ian Campbell, Duke of Argyll, Marquess of Kintyre and Lorne, Earl of Argyll, Campbell and Cowal, Viscount Lochawe and Glenyla, Lord Campbell, Lorne, Kintyre, Inveraray, Mull, Morvern and Tiree in the peerage of Scotland, Baron Sundbridge of Coombank and Baron Hamilton of Hameldon in the peerage of Great Britain, Duke of Argyll in the peerage of the United Kingdom, Baronet of Nova Scotia, Hereditary Master of the Royal Household in Scotland, Hereditary Keeper of the Great Seal of Scotland, Hereditary Keeper of the royal castles of Dunoon, Carrick, Dunstaffnage and Tarbert, Admiral of the Western Coasts and Isles, and Chief of the Honorable Clan Campbell, Mac Cailein Mór.

## Érdekesség
- Argyll 9. grófjának lánya volt Anne Campbell (1710-1782). Anne-t George Wishart (1703-1785) vette el, az ő lányuk Jenny Wihart (1742-1811). Jennyt Christian Heinrich Von Westphalen (1723–1792) vette el, a fiúk Johan Ludwig von Westphalen (1770-1842). Johan Ludwig feleségül vette Carole Heubelt (1779-1856), született egy lányuk, Johanna Bertha Julie Jenny Edle von Westphalen Von Westphalen (1814-1881) – ismertebb nevén Jenny von Westphalen – Karl Marx felesége lett.  Egy híres történetben, amikor Marxot Párizsba száműzték és elszegényedett, majdnem letartóztatták, mert megpróbálta zálogba adni Jenny hozományának egy részét, az Argyll-ház címerét viselő ezüst vacsora-készletet. Az esetről Marx ezt írta Engelsnek, valószínűleg azért, hogy újabb kölcsönt kérjen gazdag barátjától: „A feleségem egész éjjel sírt”. Az ezüstöt azonban végül eladták, hogy kifizessék a Neue Rheinische Zeitung régóta fennálló tartozásait.[53]
- George John Douglas Campbell, Argyll 8. hercege 1896-ban látogatott Amerikába. Az ott tartózkodása alatt New York állambeli Babylon faluban, az American Hotelben szállt meg. A helyiek megkedvelték őt, és fesztiválokkal, valamint felvonulásokkal ünnepelték jelenlétét. Ennek a látogatásnak az emlékére nevezték át a Bythbourne-tavat és parkot Argyle-tóra és parkra, amely jelenleg az Argyle nevet viseli.[40]

## Vagyon
A családi székhely Inveraray kastély a Loch Fyne(Argyll, Inveraray) mellett, amely több mint 500 éve a Campbell klán fő székhelye. Az Inveraray birtok 24 000 hektáros területet foglal magában. Az ingatlan értékét jelentősnek becsülik, különösen a történelmi és kulturális értékei miatt. A kastély körüli 6,5 hektáros kert és a kiterjedt birtok különféle tevékenységeknek ad otthont, beleértve az erdőgazdálkodást, a mezőgazdaságot, a szél- és vízenergia-termelést, valamint a szarvasvadászatot. Ez a terület a teljes 75 000 hektáros – másfél Budapestnyi – birtok kereskedelmi erdőgazdálkodás, lakóingatlan, megújuló energiaforrások és lakókocsipark keveréke.
Argyll hercegének birtokai kiterjednek Argyllshire, Inverness-shire, Clackmannanshire, Stirling, és East Lothian részeire, valamint vannak tulajdonai Edinburghban és Londonban is. Ezek a birtokok jelentős történelmi és gazdasági értéket képviselnek, mivel sokat fektettek az agrár-, ipari és városi fejlesztésekbe az évszázadok során.

## Címer

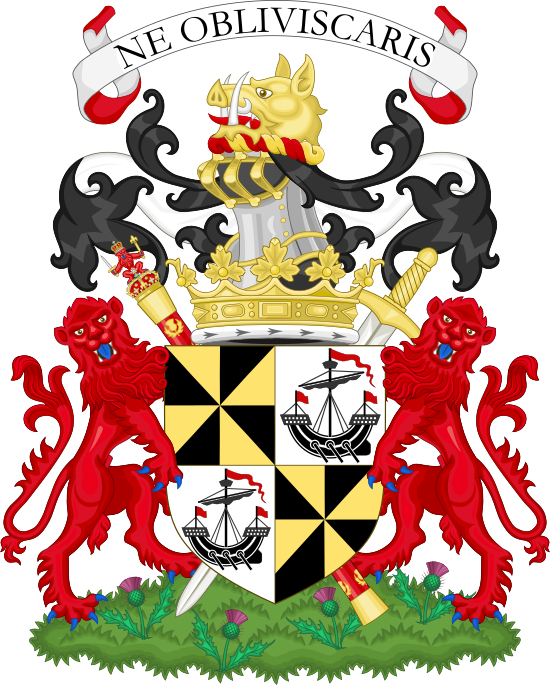
Az Argyll hercegek címere

Az Argyll hercegek címere negyedelt pajzsot tartalmaz. Az első és a negyedik mező arany és fekete nyolc részre osztott, amely a Campbell családot jelképezi. A második és harmadik mező ezüst színű, egy fekete hajóval (lymphad), amely összecsukott vitorlákkal, lobogókkal és zászlókkal lobogva, valamint evezőkkel ábrázolt, ami a Lorne báróságra utal.
A pajzs mögött keresztben (bal fentről jobb alul irányban) egy vörös bot látható arany csúcsokkal, ami a Great Master of the Household tisztséget jelképezi. A pajzs bal oldalán egy fekete vadkan áll, amelynek agyarai ezüstösek és nyelve vörös, míg a jobb oldalán egy arany griff látható, vörös nyelvvel és ezüst karmokkal.
A pajzs fölött egy fekete vadkan feje látható, amelyet egy arany korona ékesít, és amelynek agyarai ezüstösek és nyelve vörös. A címer mottója "Ne Obliviscaris", ami magyarul annyit tesz: "Ne felejtsd el". A Campbell család esetében a "Ne Obliviscaris" mottó valószínűleg arra utal, hogy a család tagjai ne feledkezzenek meg a klánjuk történelméről, a közös értékeikről és a család hagyományairól. Ez különösen fontos lehet egy olyan család számára, amely hosszú és jelentős történelmi múltra tekint vissza, és amelynek tagjai évszázadokon át fontos szerepet játszottak Skócia történetében.

## Részleges családfa
Utoljára frissítve: 2024. július 27.
Duncan Campbell (–1453), 1. Lord Campbell (1445)
- Archibald Campbell (–1431/1440), Master of Campbell
  - Colin Campbell (kb. 1433–1493),  Argyll 1. grófja ( 1457)[m 54]
    - Archibald Campbell (kb. 1465–1513),  Argyll 2. grófja[m 55]
      - Colin Campbell (kb. 1486–1529),  Argyll 3. grófja[m 56]
        - Archibald Campbell (kb. 1507–1558),  Argyll 4. grófja[m 57]
          - Archibald Campbell (1537–1576),  Argyll 5. grófja[m 58]
          - Colin Campbell (1541–1584),  Argyll 6. grófja[m 59]
            - Archibald Campbell (1576–1638),  Argyll 7. grófja[m 60]
              - Archibald Campbell (1607–1661)  Argyll 8. grófja, majd  Argyll 1. márkija ( 1641)[m 61]
                - Archibald Campbell (1629–1685)  Argyll 9. grófja[m 62]
                  - Archibald Campbell (1658–1703)  Argyll 10. grófja , majd  Argyll 1. hercege ( 1701)[m 63]
                    - John Campbell (1680–1743)  Argyll 2. hercege[m 64]
                      - Caroline Campbell (1717. november 17. – 1794. január 11.) Greenwich bárónője. Férje: Francis Scott, Dalkeith grófja[m 65]

                    - Archibald Campbell (1682–1761)  Argyll 3. hercege[m 66]

                  - John Campbell (– 1729)
                    - John Campbell (kb. 1693–1770)  Argyll 4. hercege[m 67]
                      - John Campbell (1723–1806)  Argyll 5. hercege[m 68]
                        - George William Campbell (1766–1839)  Argyll 6. hercege[m 69]
                        - John Douglas Edward Henry Campbell (1777–1847)  Argyll 7. hercege[m 70]
                          - George Douglas Campbell (1823–1900)  Argyll 8. hercege[m 71]
                            - John George Edward Henry Douglas Sutherland Campbell (1845–1914)  Argyll 9. hercege[m 72]
                            - Lord Archibald Campbell (1846–1913)
                              - Niall Diarmid Campbell (1872–1948)  Argyll 10. hercege[m 73]

                            - Lord Walter Campbell (1848–1889)
                              - Douglas Walter Campbell (1877–1926)
                                - Ian Douglas Campbell (1903–1973)  Argyll 11. hercege[m 74]
                                  - Ian Campbell (1937-2001)  Argyll 12. hercege[m 75]
                                    - Torquhil Campbell (1968–)  Argyll 13. hercege
                                      - (1) Archibald Friedrich Campbell, Lorne márkija (2004)
                                      - (2) Lord Rory James Campbell (2006)

                                  - (3) Lord Colin Ivar Campbell (1946)

              - James Campbell (1610–1645) előbb Kintyre Lordja, majd Irvine grófja és Lord Lundie[m 76]